# 제이컵 피츠
제이컵 피츠(Jacob Pitts, 1979년 11월 20일 ~ )는 미국의 배우이다.

## 출연 작품

### 영화
- 타트 (2001)
- K-19: 위도우메이커 (2001)
- Zen and the Art of Landscaping (2001) - 단편
- Pipe Dream (2002)
- A Separate Peace (2004)
- 유로트립 (2004)
- The Novice (2006)
- 어크로스 더 유니버스 (2007)
- 보복 (2008, Quid Pro Quo)
- 21 (2008)

### 텔레비전
- 퍼시픽 (2010)
- 저스티파이드 (2010-15)